# Вад (Марамуреш)
Вад (рум. Vad) — село у повіті Марамуреш в Румунії. Входить до складу комуни Копалнік-Менештур.
Село розташоване на відстані 389 км на північний захід від Бухареста, 18 км на південний схід від Бая-Маре, 83 км на північ від Клуж-Напоки.

## Населення
За даними перепису населення 2002 року у селі проживала 381 особа. Усі жителі села рідною мовою назвали румунську.
Національний склад населення села:
| Національність | Кількість осіб | Відсоток |
| -------------- | -------------- | -------- |
| румуни         | 376            | 98,7%    |
| цигани         | 5              | 1,3%     |